# Grote of Johannes de Doperkerk (Wageningen)

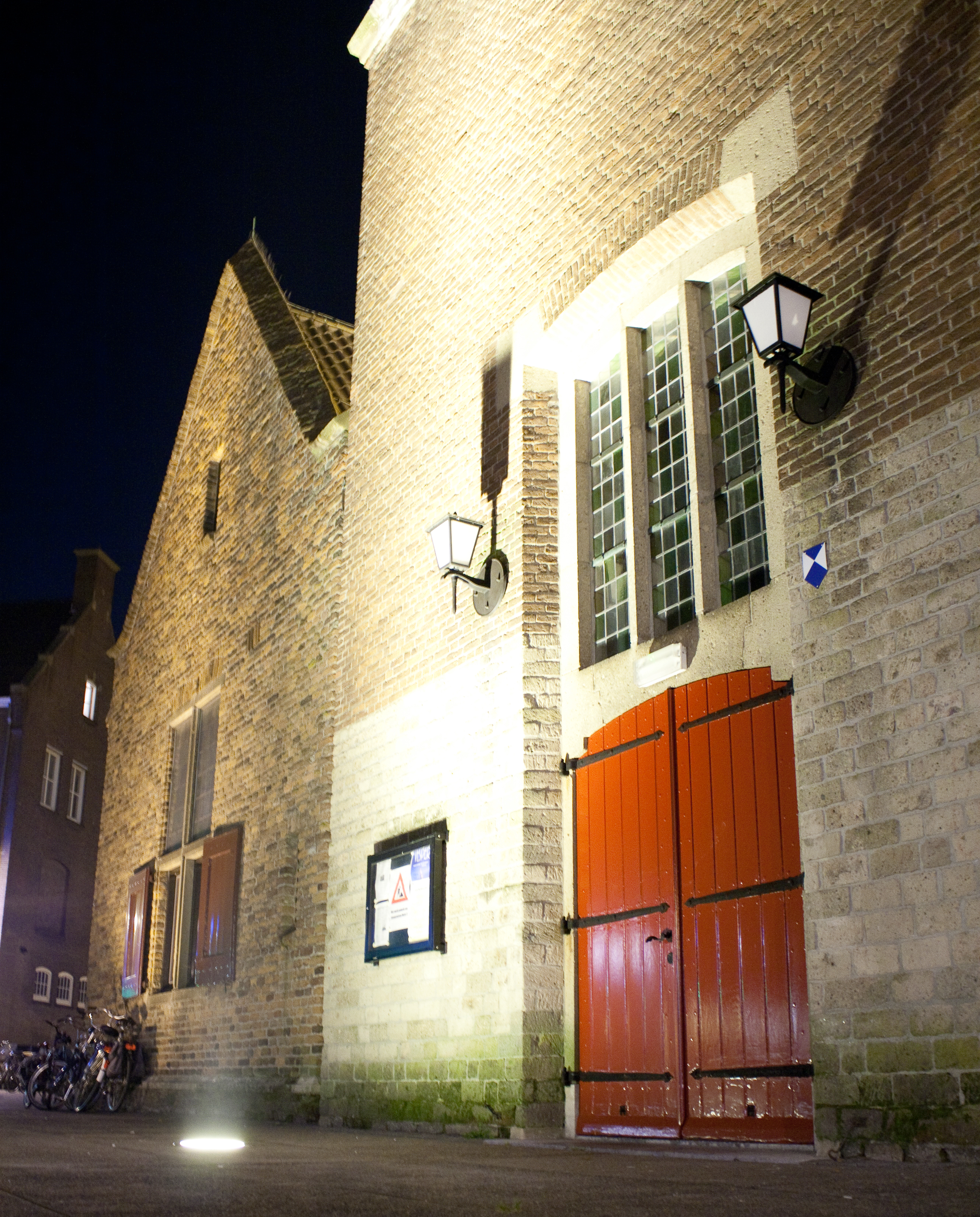
De ingang van de Grote Kerk, bij nacht.

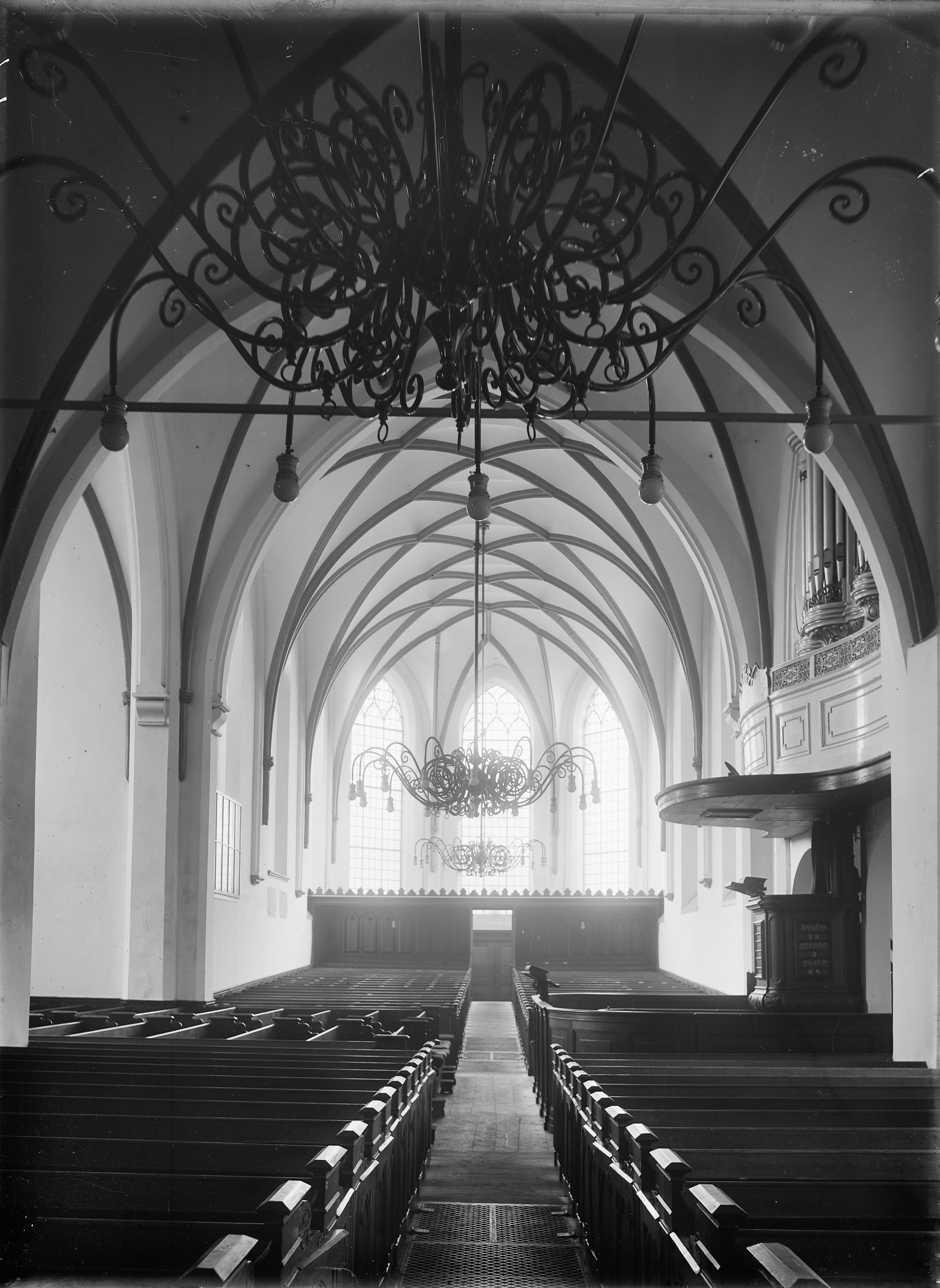
Interieur (1912)

De Grote of Johannes de Doperkerk is een driebeukige kruiskerk aan de Markt in Wageningen in de Nederlandse provincie Gelderland. De eerste kerk op deze plek werd in romaanse stijl gebouwd nadat Wageningen stadsrechten kreeg in 1263. In de 15e eeuw werd de kerk uitgebreid met een noordbeuk in gotische stijl. In de 16e eeuw werd ook de rest van de kerk verbouwd in deze stijl. In 1861-1862 werd de kerk gerestaureerd onder leiding van de architect L.H. Eberson, waarbij de toren werd voorzien van vier later sterk bekritiseerde puntgevels. De kerk heeft de status van rijksmonument. In 1810 kwam de kerk in bezit van de Hervormde Gemeente Wageningen, de toren bleef daarentegen altijd in bezit van de burgerlijke gemeente.
Op 25 augustus 2017 is de Grote Kerk te Wageningen door de Protestantse Gemeente te Wageningen officieel overgedragen aan de Stichting Oude Gelderse Kerken. Het beheer en de exploitatie wordt gedaan door een steunstichting, Stichting Grote Kerk Wageningen. De kerk blijft gewoon in gebruik voor de kerkdiensten. De Stichting Grote Kerk Wageningen heeft als doel om andere activiteiten te ontwikkelen waarmee de reguliere kosten voor onderhoud en exploitatie gedekt kunnen worden. De inzet is om het kerkgebouw een centrale plaats en een brede functie te geven voor de gehele lokale gemeenschap van Wageningen. In 2019 en 2020 staat een verbouwing gepland, waarbij het bedoeling is om de kerk een multifunctioneel karakter te geven.

## Tweede Wereldoorlog
In mei 1940 werd de toren van de kerk, net als een deel van de kerk en de omliggende gebouwen door artillerie vanaf de Grebbeberg in puin geschoten, aangezien de toren een mogelijke uitkijkpost van de Duitse bezetter vormde. Hierop volgde een brand die zowat de hele kerk verwoestte.
In augustus 1941 begon men naar ontwerp van A.J. van der Steur met de wederopbouw van de kerk en de toren. Tijdens de terugtocht van de Duitse bezetter blies deze de kerktoren op in april 1945. Hierdoor werd opnieuw een deel van het schip zwaar beschadigd. In 1953-1954 werd de toren weer hersteld naar plannen van A.J. van der Steur en G.H. Kleinhout. De onderste drie meter van de toren dateert nog uit de 12e eeuw.
Op 4 juni 1954 werd de kerk officieel heropend.

## Klokken
Tijdens de verwoesting van de kerk in 1940 raakten ook de drie klokken van de kerk zwaar beschadigd. Deze werden uiteindelijk door de bezetter omgesmolten tot oorlogswapens.
Op 1 augustus 1947 werd de "Michielsklok" aan de Grote Kerk geschonken door de gemeente Utrecht. De klok kwam uit de Buurkerk in Utrecht en was door Johannes Tolhuis in 1542 gegoten. In 1953 liet de gemeente twee nieuwe luidklokken gieten.
De Michielsklok heeft apart van de kerk ook de status van rijksmonument.

## Herdenkingsraam
Aan de achterkant van de kerk bevindt zich het Herdenkingsraam Bevrijding 1940-1945. Dit Nationaal Bevrijdingsraam is ontworpen door jhr. Octave van Nispen tot Pannerden. Het werd op 5 mei 1987 door de toenmalige koningin Beatrix onthuld.

## Orgel
Het orgel in de kerk is gebouwd door D.A. Flentrop. Deze had al in 1944 een orgel gebouwd, maar dit werd verwoest en in 1955 plaatste hij een nieuw orgel. In 2022 is ook het orgel een monumentale status gegeven.

In 1993 werd de intonatie van het orgel herzien door Flentrop Orgelbouw. In 2005 is er een Trompet 8' op het pedaal toegevoegd. Hier volgt de dispositie:
| Hoofdwerk C-f’’’ |        |
| Quintadeen       | 16'    |
| Prestant         | 8'     |
| Roerfluit        | 8'     |
| Gemshoorn        | 8'     |
| Octaaf           | 4'     |
| Fluit            | 4'     |
| Quint            | 2 2/3' |
| Vlakfluit        | 2'     |
| Mixtuur V-VI     |        |
| Trompet          | 8'     |

| Rugwerk C-f’’’ |        |
| Holpijp        | 8'     |
| Quintadeen     | 8'     |
| Prestant       | 4'     |
| Fluit          | 4'     |
| Octaaf         | 2'     |
| Quint          | 1 1/3' |
| Sesquialter II |        |
| Scherp IV      |        |
| Kromhoorn      | 8'     |
| tremulant      |        |

| Borstwerk C-f’’’ |    |
| Eikenfluit       | 8' |
| Gedektfluit      | 4' |
| Prestant         | 2' |
| Blokfluit        | 2' |
| Octaaf           | 1' |
| Cymbel II        |    |
| Regaal           | 4' |

| Pedaal C-f’ |     |
| Prestant    | 16' |
| Octaaf      | 8'  |
| Gedekt      | 8'  |
| Koraalbas   | 4'  |
| Nachthoorn  | 2'  |
| Mixtuur IV  |     |
| Bazuin      | 16' |
| Trompet     | 8'  |
| Schalmei    | 4'  |

| Koppelingen     |
| Hoofdw.-Rugw.   |
| Hoofdw.-Borstw. |
| Pedaal-Hoofdw.  |
| Pedaal-Borstw.  |